# José Norberto dos Santos
José Norberto dos Santos (Rio de Janeiro, 1811 — ?) foi um político brasileiro.
Foi 2º vice-presidente da província do Rio de Janeiro, nomeado por carta imperial de 26 de abril de 1862, tendo administrado a província interinamente de 4 de maio a 9 de setembro de 1862.